# Erin Moran
Erin Marie Moran Fleischmann (Burbank, 18 ottobre 1960 – Corydon, 22 aprile 2017) è stata un'attrice statunitense.

## Biografia
Figlia di Edward Moran e di Sharon Layne, era la quinta di sei fratelli. Il suo primo ruolo fu in uno spot pubblicitario. Interpretò la sorella minore di Richie Cunningham, Joanie (detta "sottiletta" nella versione italiana) nel telefilm Happy Days (1974-1984), ruolo che le diede fama in tutto il mondo. Insieme a Henry Winkler, Marion Ross, Tom Bosley e Anson Williams è l'unica ad aver sempre fatto parte del cast dalla prima all'ultima stagione della serie. Nel biennio 1982-1983 ha interpretato lo stesso personaggio nel relativo spin-off Jenny e Chachi, insieme a Scott Baio (già suo partner in Happy Days): grazie a questo ruolo, ha vinto lo Young Artist Award nel 1983 come miglior giovane attrice. 
Tuttavia aveva già interpretato un ruolo importante anche nella serie televisiva Daktari (1968-1969), nonché nei film Uffa papà quanto rompi! (1968) di Jerry Paris (futuro regista di Happy Days) e L'uomo caffelatte (1970) di Melvin Van Peebles. Negli ultimi anni l'attrice ha continuato ad apparire sempre più sporadicamente in qualche lavoro cinematografico e televisivo, oltre ad essere ospite di programmi come l'italiano I migliori anni nel 2010.

## Vita privata
Nel 1987 sposò Rocky Ferguson, da cui divorziò nel 1993, anno in cui sposò Steven Fleischmann. Trovandosi in condizioni di grave indigenza, dal 2012 ha vissuto nella roulotte della suocera all'interno di un camping di New Salisbury, nello stato dell'Indiana, prima di essere sfrattata insieme al marito.
L'attrice è morta il 22 aprile 2017 a Corydon, in Indiana, a 56 anni per un cancro alla gola; il corpo è stato ritrovato nella Contea di Harrison dai soccorritori chiamati dal marito.

## Filmografia

### Cinema
- 8 falsari, una ragazza e... un cane onesto (Who's Minding the Mint?), regia di Howard Morris (1967)
- Uffa papà quanto rompi! (How Sweet It Is!), regia di Jerry Paris (1968)
- 80 Steps to Jonah, regia di Gerd Oswald (1969)
- Lieto fine (The Happy Ending), regia di Richard Brooks (1969)
- L'uomo caffelatte (Watermelon Man), regia di Melvin Van Peebles (1970)
- Ivan e il pony magico, regia di Boris Butakov (1977) - solo voce
- Il pianeta del terrore (Galaxy of Terror), regia di Bruce D. Clark (1981)
- Dickie Roberts - Ex piccola star (Dickie Roberts: Former Child Star), regia di Sam Weisman (2003)
- Broken Promise, regia di Eddie Howell (2008)
- Not Another B Movie, regia di John Wesley (2010)

### Televisione
- Stanley vs. The System – film TV (1968)
- Daktari – serie TV, 15 episodi (1968-1969)
- Death Valley Days – serie TV, 2 episodi (1969)
- Una moglie per papà (The Courtship of Eddie's Father) – serie TV, un episodio (1970)
- Io e i miei tre figli (My Three Sons) – serie TV, episodio 10x24 (1970)
- Tre nipoti e un maggiordomo (Family Affair) – serie TV, episodi 4x20-5x11-5x23 (1970-1971)
- O'Hara, U.S. Treasury – serie TV, un episodio (1971)
- La famiglia Smith (The Smith Family) – serie TV, 2 episodi (1971)
- Bearcats! – serie TV, un episodio (1971)
- Gunsmoke – serie TV, 2 episodi (1971)
- The Don Rickles Show – serie TV, 5 episodi (1972)
- F.B.I. (The F.B.I.) – serie TV, 3 episodi (1970-1973)
- Lisa, Bright and Dark – film TV (1973)
- Happy Days – serie TV, 239 episodi (1974-1984)
- Una famiglia americana (The Waltons) – serie TV, un episodio (1975)
- I grandi eroi della Bibbia (Greatest Heroes of the Bible) – miniserie TV, una puntata (1979)
- Love Boat (The Love Boat) – serie TV, 6 episodi (1980-1985)
- Twirl – film TV (1981)
- Jenny e Chachi (Joanie Loves Chachi) – serie TV, 17 episodi (1982-1983)
- Hotel – serie TV, un episodio (1983)
- Glitter – serie TV, un episodio (1984)
- La signora in giallo (Murder, She Wrote) – serie TV, episodio 3x03 (1986)
- Un detective in corsia (Diagnosis: Murder) – serie TV, un episodio (1998)
- Beautiful (The Bold and the Beautiful) – serie TV, un episodio (2009)

## Riconoscimenti
- Young Hollywood Hall of Fame (1970's)

## Doppiatrici italiane
- Liliana Sorrentino in Happy Days
- Anna Marchesini in Jenny e Chachi